# James Weaver
James Weaver (4 de marzo de 1955, Londres, Inglaterra, Reino Unido) es un piloto de automovilismo de velocidad británico. Se destacó especialmente con sport prototipos como piloto de Dyson Racing. El piloto fue subcampeón del Campeonato IMSA GT 1995, consiguió tres títulos en la Grand-Am Rolex Sports Car Series en 1999, 2000 y 2001, y dos subcampeonatos en la American Le Mans Series en 2004 y 2006. 
Obtuvo 16 victorias en el Campeonato IMSA GT y 13 en la serie Grand-Am. Entre sus triunfos, se destacan las 24 Horas de Daytona de 1997, y las 6 Horas de Watkins Glen de 1997, 2000 y 2002. Además, llegó segundo absoluto en las 24 Horas de Le Mans de 1985 y las 12 Horas de Sebring de 1999. Weaver también fue campeón de la BPR Global GT Series en 1996, y subcampeón en el Campeonato Británico de Turismos 1989.

## Carrera deportiva
A fines de la década de 1970, Weaver compitió en distintos campeonatos de la Fórmula Ford en el Reino Unido. Luego pasó a la Fórmula 3 Británica, donde resultó séptimo en 1981 y quinto en 1982. También en 1982, consiguió tres victorias en el Campeonato de Fórmula 3 Europea de la FIA.
El piloto disputó el Campeonato Británico de Turismos 1984 con un BMW Serie 6 oficial. Obtuvo una victoria, un segundo puesto y tres cuartos lugares absolutos, de modo que culminó cuarto en el campeonato de pilotos de la clase A y 13º en el absoluto. En 1985 disputó algunas fechas del Campeonato Mundial de Resistencia y el Campeonato Japonés de Sport Prototipos, obteniendo varios podios.
Weaver se unió al Campeonato IMSA GT para la temporada 1986, pilotando un Porsche 962 de Bob Akin. En 1987, resultó 13º con una victoria. En ambos años, disputó varias fechas del Campeonato Mundial de Resistencia.
El británico pasó al equipo Dyson para disputar el Campeonato IMSA GT 1987 con un Porsche 962. Logró dos victorias y cinco podios, por lo que terminó cuarto por detrás de Geoff Brabham, John Nielsen y su compañero Price Cobb.
En 1988, Weaver se dedicó principalmente al Campeonato Británico de Turismos. AL volante de un BMW M3 oficial de Prodrive, sumó 11 victorias en 13 carreras, por lo cual obtuvo el título en la clase B y el subcampeonato absoluto. En paralelo, corrió algunas fechas del Campeonato IMSA GT y la serie CART.
Dyson fichó nuevamente a Weaver para disputar el Campeonato IMSA GT 1989. Con una victoria y tres podios, culminó sexto en el campeonato de pilotos de la clase GTP. Continuó en dicho certamen en 1991, pero no logró podios y quedó 15º.
Weaver disputó nueve fechas del Campeonato IMSA GT 1994, para alcanzar la séptima colocación final, con un saldo de una victoria y tres podios. En 1995, pilotó un Riley & Scott-Ford para el equipo Dyson. Cosechó cinco triunfos en 11 carreras, y terminó subcampeón con dos puntos menos que Fermín Vélez.
El piloto consiguió tres podios en el Campeonato IMSA GT 1996, continuando en Dyson, para resultar séptimo en el clasificador final. Por otra parte, fue campeón de la BPR Global GT Series, al conseguir cuatro victorias y nueve podios en 11 carreras, pilotando en este caso un McLaren F1.
En 1997, Weaver logró cuatro victorias y siete podios en el Campeonato IMSA GT, para terminar tercero por detrás de sus compañeros Butch Leitzinger y Elliott Forbes-Robinson. También disputó las 24 Horas de Le Mans y seis carreras del Campeonato FIA GT con un Panoz Esperante GTR-1 de la clase GT1 del equipo de David Price.
En el último año del Campeonato IMSA GT, Weaver ganó cinco carreras con el equipo Dyson y quedó cuarto en el campeonato, por detrás de Leitzinger, Wayne Taylor y Eric van de Poele.
Para la temporada 1999, Weaver corrió con Dyson en los dos campeonatos surgidos en la escisión del Campeonato IMSA GT. En la American Le Mans Series, resultó décimo con un podio. En el United States Road Racing Championship, fue campeón con dos victorias y cuatro podios en cinco carreras.
El británico pasó a disputar la serie Grand-Am en 2000. Obtuvo cinco victorias en nueve fechas, y se coronó campeón ante Didier Theys y Jack Baldwin. Repitió el título en 2001, logrando cinco victorias y nueve podios en diez carreras, batiendo nuevamente a Theys.
Weaver consiguió cuatro victorias y siete podios en la serie Grand-Am 2002, pero terminó tercero en el campeonato por detrás de Theys y su compañero de equipo Chris Dyson. También disputó la American Le Mans Series para Dyson, pero repartiendo actividad entre las clases LMP900 y LMP675.
Ante el cambio de reglamento de la serie Grand-Am, Dyson abandonó dicho certamen en 2003 y se centró en la American Le Mans Series. Weaver, acompañado de Leitzinger, consiguió dos victorias y cinco podios. Así, culminó sexto en el campeonato de pilotos de LMP675.
El equipo pasó la clase LMP1 de la ALMS para la temporada 2004. Weaver ganó una carrera y subió al podio en cinco, por lo que resultó subcampeón por detrás de los pilotos de Audi, Jyrki Järvilehto y Marco Werner.
En 2005, Weaver resultó séptimo en el campeonato de pilotos de LMP1, con un saldo de dos victorias y cuatro podios. En la temporada 2006, los pilotos de Audi ganaron todas las carreras. Continuando junto a Leitzinger, el británico sumó seis podios y resultó subcampeón por detrás de Rinaldo Capello y Allan McNish. Weaver se retiró como piloto al finalizar el certamen.